# Gante-Wevelgem 1957
La Gante-Wevelgem 1957 fue la 19.ª edición de la carrera ciclista Gante-Wevelgem y se disputó el 23 de marzo de 1957 sobre una distancia de 207 km.  
El belga Rik Van Looy (Faema) ganó en la prueba al imponerse al sprint a sus seis compañeros de fuga. Sus compatriotas André Noyelle y Lucien Mathys fueron segundo y tercero respectivamente. 

## Clasificación final
| Posición | Ciclista          | Equipo        | Tiempo    |
| -------- | ----------------- | ------------- | --------- |
| 1        | Rik Van Looy      | Faema         | 5h 09'40" |
| 2        | André Noyelle     | Faema         | m.t.      |
| 3        | Lucien Mathys     | Groene Leeuw  | m.t.      |
| 4        | Ernest Heyvaert   | Carpano-Coppi | m.t.      |
| 5        | Jozef Planckaert  | Peugeot-BP    | m.t.      |
| 6        | Norbert Kerckhove | Faema         | m.t.      |
| 7        | Willy Schroeders  | Faema         | m.t.      |
| 8        | Julien Schepens   | Mercier       | a 50"     |
| 9        | Joseph Schils     | Faema         | m.t.      |
| 10       | Léon Van Daele    | Faema         | m.t.      |